# Turmhügel Beim Schlossbauern
Der Turmhügel Beim Schlossbauern ist eine abgegangene mittelalterliche Turmhügelburg (Motte) etwa 150 Meter nordöstlich der St.-Bartholomäus-Kirche von Mistelgau im Landkreis Bayreuth in Bayern.
Von der ehemaligen Mottenanlage sind nur Reste eines Grabens erhalten, die Burgstelle ist heute überbaut. Der Burgstall wurde als Bodendenkmal D-4-6034-0045 „Turmhügel des Mittelalters“ vom Bayerischen Landesamt für Denkmalpflege erfasst.